# Piet Dankert
Pieter (Piet) Dankert (ur. 8 stycznia 1934 w Stiens, zm. 21 czerwca 2003 w Perpignan) – holenderski polityk i nauczyciel, poseł do Tweede Kamer, eurodeputowany, przewodniczący Parlamentu Europejskiego w latach 1982–1984.

## Życiorys
Podjął nieukończone studia politologiczne na Universiteit van Amsterdam, później kształcił się w szkole dla nauczycieli. Pracował jako nauczyciel i w laburzystowskim instytucie Koos Vorrink Instituut, którym później przez kilka lat kierował. Zaangażował się w działalność polityczną w ramach Partii Pracy. Od 1965 do 1971 był sekretarzem partii ds. międzynarodowych. Od 1986 do 1981 zasiadał w Tweede Kamer, niższej izbie Stanów Generalnych. Był m.in. członkiem komisji spraw zagranicznych oraz obrony.
W 1977 został posłem do Parlamentu Europejskiego. Po wprowadzeniu wyborów powszechnych uzyskiwał mandat w 1979, 1984 i 1989. Od stycznia 1982 do lipca 1984 pełnił funkcję przewodniczącego PE I kadencji. Złożył mandat kilka miesięcy po wyborach w 1989 w związku z powołaniem na sekretarza stanu w resorcie spraw zagranicznych odpowiedzialnego za integrację europejską w gabinecie kierowanym przez Ruuda Lubbersa. Stanowisko to zajmował do 1994. Od tegoż roku do 1999 ponownie był eurodeputowanym.
Odznaczony Orderem Oranje-Nassau klasy V (1980), III (1988) i II (1994).